# The Great Raymond
The Great Raymond è un cortometraggio muto del 1913. Il nome del regista non viene riportato nei credit.

## Produzione
Il film fu prodotto dalla Essanay Film Manufacturing Company.

### Cast
- Maurice F. Raymond Saunders (1877-1948), fu un famoso illusionista conosciuto con il nome d'arte di The Great Raymond.

## Distribuzione
Distribuito dalla General Film Company, il film - un cortometraggio di una bobina - uscì nelle sale cinematografiche USA il 16 luglio 1913.